# Silvestro Mauro
Silvestro Mauro (Spoleto, 31 de diciembre de 1619 - Roma, 13 de enero de 1687) fue un teólogo, filósofo y escritor italiano.

## Vida
Cursó las humanidades en el Collegio Romano y, tras entrar en la Compañía de Jesús, también la filosofía (1639- 1642) y la teología (1644-1648), donde uno de sus profesores fue el célebre Sforza Pallavicino. Después de su ordenación, enseñó filosofía en Macerata (1649-1652) y fue prefecto de estudios en el Colegio Germánico de Roma (1652-1653). Menos dos años (1656-1658) por enfermedad contraída en una pestilencia general, fue profesor en el Colegio Romano, primero de filosofía (1653-1656, 1658-1659), luego, de teología (1659-1682) y ética (1660-1663) y, desde 1682 a 1684, de Sagrada Escritura, mientras era prefecto de estudios. Por fin, fue rector desde 1684 hasta su muerte. Como tal, encargó a Andrea Pozzo pintar la famosa cúpula «falsa» y decorar la iglesia de San Ignacio.
Sus cursos de filosofía y teología que publicó se estimaron, no por su originalidad, sino por su gran claridad y precisión. Su doctrina sigue en general la de Tomás de Aquino, apartándose sólo en alguna opinión. Su fama está vinculada sobre todo a la magnífica paráfrasis de todas las obras de Aristóteles, que constituye una interpretación exacta y muy clara sobre la base del texto griego, aunque acompañada por el texto usado entonces en las escuelas. Antes de publicarla, la mostró al cardenal Pallavicino, que la consideró especialmente buena. Al seguir insuperado su valor, los jesuitas Franz Ehrle, Franz Beringer y Augustin Bringmann han publicado de nuevo (1885-1887) los libros puramente filosóficos.
Mauro se distinguió también por su vida ejemplar y la bondad de su carácter, que lo hacían atractivo a todos.

## Obras
- Quaestionum philosophicarum ... libri quatuor (Roma, 1648).
- Aristotelis opera quae extant omnia, brevi paraphrasi ac litterae perpetuo inhaerente explanatione illustrata... 6 v . (Roma 1668).
- Opus theologicum 3 v. (Roma, 1687).